# Centraalstadion (Jekaterinenburg)

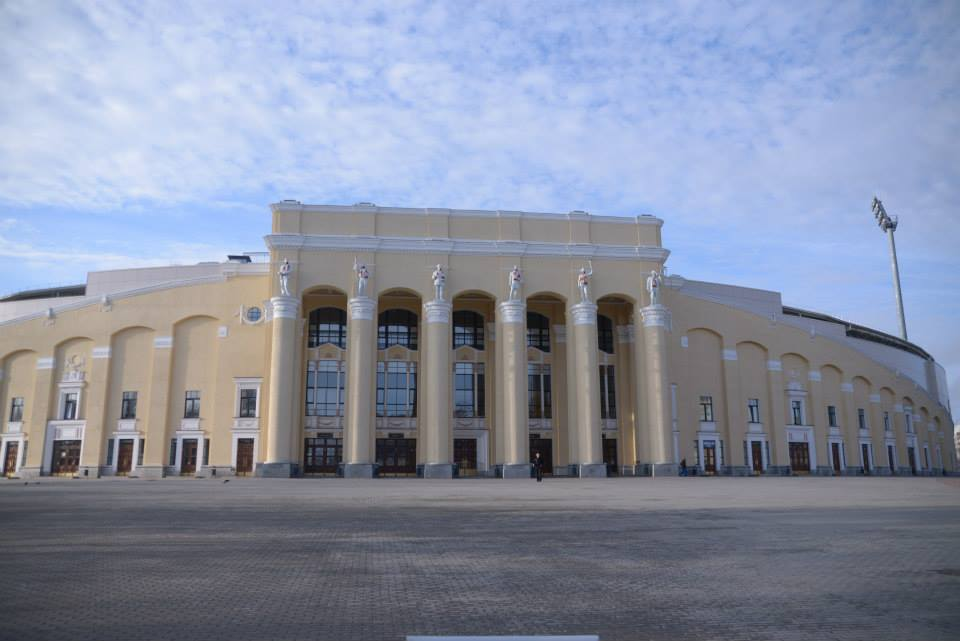
Het stadion voor de renovatie

Het Centraalstadion (Russisch: Центральный стадион; Tsentralny stadion) is een multifunctioneel sportstadion in Jekaterinenburg, Rusland. Het in 1957 geopende stadion onderging van 2006 tot 2011 en 2014 - 2017 renovaties ten behoeve van het  wereldkampioenschap voetbal 2018. De voetbalclub FK Oeral Jekaterinenburg is sinds 2011-2012 vaste bespeler van het stadion.
Het stadion heeft na de verbouwing 27.000 vaste plaatsen welke bij speciale gelegenheden tijdelijk uitgebreid kunnen worden tot een capaciteit van 44.130 toeschouwers. Het was een van de twaalf stadions gebruikt voor het wereldkampioenschap voetbal 2018.
Het terrein waar het sportcomplex staat is van oudsher een sportlocatie. Zo lag er in 1900 al een wielerbaan. In het in 1957 geopende stadion werden onder andere (internationale)schaatswedstrijden gehouden zoals de NK-allround en het wereldkampioenschap schaatsen allround vrouwen 1959.

## Wereldkampioenschap voetbal 2018
| Datum        | Tijd          | Thuisteam | Uitslag | Uitteam | Competitie         | Toeschouwers | Onderlingsresultaat |
| ------------ | ------------- | --------- | ------- | ------- | ------------------ | ------------ | ------------------- |
| 15 juni 2018 | 17:00 (UTC+5) | Egypte    | 0 – 1   | Uruguay | Groepsfase poule A | 27.015       | onderlingsresultaat |
| 21 juni 2018 | 20:00 (UTC+5) | Frankrijk | 1 – 0   | Peru    | Groepsfase poule C | 32.789       | onderlingsresultaat |
| 24 juni 2018 | 20:00 (UTC+5) | Japan     | 2 – 2   | Senegal | Groepsfase poule H | 32.572       | onderlingsresultaat |
| 27 juni 2018 | 19:00 (UTC+3) | Mexico    | 0 – 3   | Zweden  | Groepsfase poule F | 33.061       | onderlingsresultaat |